# 藤田包助

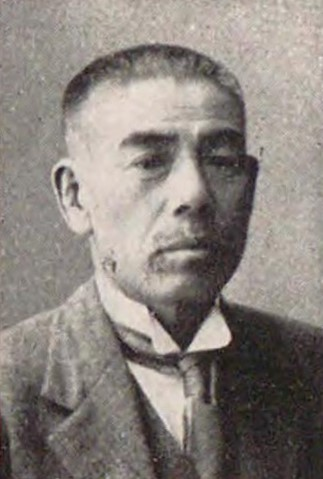
藤田包助

藤田 包助（ふじた かねすけ、1869年6月6日（明治2年4月26日） - 1945年（昭和20年）1月22日）は、日本の政治家、実業家。

## 来歴・人物
1869年（明治2年）、山口県阿武郡徳佐村（のち阿東町、現在の山口市）にて出生。
明治法律学校を卒業して、警視庁属兼警部となり、その後、実業界に入り、八溝金山、釧路炭砿、朝日銀行、北日本興業等の取締役、江戸見崎養魚監査役などを務める。ほか逓信大臣秘書官を務めた。
1924年（大正13年）、第15回衆議院議員総選挙において山口県五区から衆議院議員に当選。立憲政友会に所属した。
衆議院議員を1期務め、1928年（昭和3年）の第16回衆議院議員総選挙は不出馬。1943年（昭和18年）に萩市長に就任。戦況は日増しに悪化をたどり、1945年（昭和20年）在任中に死去した。